# Euros (bướm đêm)
Euros là một chi bướm đêm thuộc họ Noctuidae.

## Các loài
- Euros cervina (H. Edwards, 1890)
- Euros proprius H. Edwards, 1881
- Euros osticollis Troubridge, 2006